# 錯誤 (民法)
民法上の錯誤とは、表意者が無意識的に意思表示を誤りその表示に対応する意思が欠けていることをいう。表示上から推断される意思と真の意図との食い違いを表意者が認識していない点で心裡留保や虚偽表示とは異なる。

## 概説

### 錯誤制度
錯誤の場合の表意者の保護と相手方の利害との調整は立法上難しい問題とされる。ドイツ民法では錯誤の効果は取消しであるが、日本では明治時代の民法制定時に錯誤を無効と規定していた（2017年の改正前の民法第95条本文）。日本の民法が錯誤を原則として無効とし表意者に重大な過失がある場合には自ら無効を主張できないとしている点については意思主義に傾いているという批判があった。理論的にみて内心的効果意思の欠如という点では意思表示の欠陥として重大であることによるとされるが、表意者保護を目的とする点では詐欺による意思表示や強迫による意思表示と同じであることからドイツ民法と同様に無効ではなく取消しを採用すべきとの指摘があった。実際、日本の民法の解釈においても通説・判例は錯誤無効は取消しに近い相対的無効であると解釈されていた。錯誤を無効としたのは制定時の立法過誤とされている。また、後述のように動機の錯誤の扱いを巡って学説には対立があり、従来の錯誤の定義づけにも影響していた。
2017年の民法改正で錯誤の要件や効果も法改正が行われた（2020年4月施行）。

### 錯誤の態様
伝統的には錯誤は表示行為の錯誤と動機の錯誤に分けて分析された。民法95条の適用される錯誤については、表示意思の有無という点から表示行為の錯誤と動機の錯誤の両者の区別を重視する二元的構成と両者の区別は民法95条の適用において本質的に違いはないとする一元的構成とがあった。ただ、実際上の問題としても両者を区別しないほうがよいとする見方が強かった。

#### 表示行為の錯誤
意思決定から表示行為に至る過程において錯誤が生じることを表示行為の錯誤といい、表示上の錯誤と内容の錯誤がある。
なお、表示機関による錯誤（意思表示が使者などの伝達機関によって伝達された場合に本人と伝達機関との間に食い違いを生じた場合）は民法95条の錯誤となりうる（ドイツ民法120条も同旨）。

#### 動機の錯誤
意思表示そのものではなく動機から効果意思（内心的効果意思）に至る過程において、錯誤が生じることを「動機の錯誤」あるいは「縁由の錯誤」といい、その扱いについて学説に対立が存在した。#基礎事情の錯誤についての要件を参照。

### 錯誤者の損害賠償責任
ドイツ民法は錯誤者の損害賠償責任について規定を置いているが、日本の民法に同旨の規定はなく、不法行為や契約締結上の過失の問題として処理される。

## 日本法における錯誤

### 錯誤の要件

#### 錯誤の存在
錯誤による取消しは次のいずれかの錯誤がある場合に認められる（民法95条1項）。
- 意思表示に対応する意思を欠く錯誤（1号）
- 表意者が法律行為の基礎とした事情についてのその認識が真実に反する錯誤（2号）

民法95条1項1号の意思表示に対応する意思を欠く錯誤は意思不存在型錯誤（1号錯誤）、2号の表意者が法律行為の基礎とした事情についてのその認識が真実に反する錯誤は基礎事情の錯誤と呼ばれている。
- 意思不存在型錯誤（1号錯誤）
  - 意思不存在型錯誤（1号錯誤）には表示上の錯誤と内容の錯誤がある[19]。
  - 表示上の錯誤（表示の錯誤）とは、誤談（言い間違い）や誤記（書き間違い）のことである[9][20][14]。例えば契約書の購入代金の欄に「100000円」と記載したつもりが、うっかり「1000000円」と書いてしまった場合が表示上の錯誤にあたる。
  - 内容の錯誤とは表示行為の意義についての誤りである[14]。契約書の購入代金の欄に「100ドル」と書くべきだったのに1ドルと1ポンドは同じ価値だと誤信していたため「100ポンド」と書いてしまった場合がその例である。
- 基礎事情の錯誤（2号錯誤）
  - 基礎事情の錯誤（2号錯誤）には性状の錯誤（目的物の品質や性能などに関する勘違い）とその他の動機の錯誤がある[21]。

#### 錯誤の重大性
1号錯誤・2号錯誤共通の要件として、その錯誤が法律行為の目的及び取引上の社会通念に照らして重要なものであることを要する（民法95条1項）
改正前の民法95条は錯誤無効の要件として「法律行為の要素に錯誤があったとき」と規定しており、要素の錯誤であることを要するとしていた（95条本文）。要素の錯誤とは具体的には錯誤がなければ法律行為をしなかったであろうと考えられる場合で（因果関係の側面、主観的因果性）、かつ、取引通念に照らして錯誤がなければ意思表示をしなかったであろう場合（重要性の側面、客観的重要性）を指すとされていた（通説・判例。判例として大判大7・10・3民録24輯1852頁）。
しかし、改正前の民法95条の文言と判例の主観的因果性と客観的重要性の要件は必ずしも一致しないといわれていた。2017年に改正された民法では、判例の主観的因果性の要件について「意思表示が錯誤に基づくものであること」、判例の客観的重要性の要件について「錯誤が法律行為の目的及び取引上の社会通念に照らして重要なものであること」として明確化された。
なお、要素の錯誤は法律行為ごとに個別具体的に判断されていたが、講学上は人についての錯誤（意思表示の相手方そのものの錯誤（人違い）や人の身分や資産についての錯誤）、目的についての錯誤（取引の目的の同一性・性状・来歴に関する錯誤）、法律・法律状態についての錯誤などに類型化して分析されていた。

#### 基礎事情の錯誤についての要件
基礎事情の錯誤（2号錯誤）の場合は、その事情が法律行為の基礎とされていることが表示されていたときに限り、取り消すことができる（民法95条2項）。
2017年の民法改正により、従来の動機の錯誤は基礎事情の錯誤の規定が適用される限りで救済されることとなった。新設された95条2項は、動機の錯誤について、その動機が意思表示の内容として表示されていることが必要とする改正前の民法95条での判例に対応したものである。ただし、改正後は意思表示の内容が要件からなくなり法律行為の基礎とされていることの表示のみを要件としたとする見解もある。
改正前の民法95条の議論では、動機の錯誤と民法95条の錯誤の関係について、動機錯誤否定説（動機排除説）、動機表示錯誤説（動機表示必要説）、一元的構成説（動機表示不要説）があった。
- 動機錯誤否定説（動機排除説）

動機の錯誤は民法95条にいう錯誤にあたらないとする説。起草者はこの説をとっていたとみられる。
- 動機表示錯誤説（動機表示必要説）

動機の錯誤は民法95条にいう錯誤にあたらず、動機が明示又は黙示に表示されて意思表示の内容となった場合に限り民法95条にいう錯誤となるとする（従来の通説・判例。判例として大判大3・12・15民録20輯1101頁、最判昭29・11・26民集8巻11号2087頁）。ただ、動機が表示されて意思表示の内容となった場合を含めるとすると、錯誤を意思と表示の不一致という理論構成がとりにくくなるため、錯誤の定義について「真意と表示から推断される意思の不一致」あるいは「意思表示と事実の不一致」といった定義の修正が図られている。この説の根底にあるのは、動機の錯誤の中にも表意者を保護すべき場合があるから95条の「錯誤」の対象とすべきであるが、一方で表意者に錯誤があることを全然知りえない場合にまで錯誤無効となるのは相手方にとって酷であり、取引安全を不当に害するものだという価値判断である。したがって、この説の理解として、例えば持っていない本だからと誤信して、「自分はまだこの本を持っていないから買っておきたい」と購入時に言っておけば、家に帰って同じ本が既にあったというようなとき（いわゆる狭義の動機の錯誤）、錯誤が表示されている以上95条の「錯誤」に含まれるから、更に「要素の錯誤」と評価され95条但書の重過失がなければ無効となると説明する書籍があるが、この説からも錯誤無効は成立する余地は無いと説明されるのが一般的であった。判例は動機の錯誤の表示を必要とするとしつつ、黙示の表示という態様によってでも95条の「錯誤」を認めている以上、単純に言ったか言わなかったかを問題の焦点にするわけではないことに注意しなければならない。
- 一元的構成説（動機表示不要説）

錯誤の生ずるのは多くの場合に動機の錯誤であること、動機の錯誤と表示行為の錯誤との区別は明確にできないこと、錯誤無効の判断には相手側の事情も考慮すべきことなどから動機の錯誤も95条にいう錯誤になりうるとし、民法95条の錯誤無効については要素の錯誤の存否や重過失の有無の観点から捉えられるべきであるとする説。多数説とされていた。近時このような構成をとったのではないかとみられる判例も出されている（最判平14・7・11判時1805号58頁）。
ただ、動機の表示を必要とする説においても動機の表示は黙示による場合を含むと解釈され、他方、一元的に構成する説においても要素の錯誤や重過失の点から動機の錯誤が常に民法95条の錯誤となるとは限らないと解釈されるのであれば両者には結果的に大きな差はないとの見方もあった。
以上の動機の錯誤において議論の対象となるのは、広義の動機の錯誤のうち主として物の性状についての評価の誤り（属性の錯誤）であり、いわゆる狭義の動機の錯誤（杖を紛失したと誤信して新品を買った場合など）は表示の有無と関係なく特段の事情のない限り民法95条の錯誤とはならず無効とならない（通説・判例。判例として最判昭30・9・30民集9巻10号1491頁、最判昭47・5・19民集26巻4号723頁）。本来、動機の錯誤とはこの狭義の動機についての錯誤を指していたため立法者は動機の錯誤を排除する学説をとっていたのであるが、その後、学説や判例により狭義の動機以外の動機についての錯誤についても意味が拡張されていった結果、動機表示必要説や動機表示不要説を生じる結果となったのであるとの指摘がある。

#### 表意者の無重過失
錯誤が表意者の重大な過失によるものであった場合には、原則、意思表示の取消しをすることができない（民法95条3項）。重過失とは通常人であれば注意義務を尽くして錯誤に陥ることはなかったのに、著しく不注意であったために錯誤に陥ったことをいう。重過失の立証責任は相手方にある（通説・判例。判例として大判大7・12・3民録24輯2284頁）。
ただし、表意者に重大な過失があっても以下の場合には取り消すことができる。
- 相手方が表意者に錯誤があることを知り、又は重大な過失によって知らなかったとき。
  - 改正前の民法においても、表意者の意思表示の錯誤について相手方が知っていた場合（悪意）には、相手方を保護する必要はなく民法95条但書の適用はないとされていた（通説・判例）[45][44][46]。
- 相手方が表意者と同一の錯誤に陥っていたとき。
  - いわゆる共通錯誤で改正前の民法においても、共通錯誤の場合には相手方も錯誤に陥っていたのであり民法95条但書の適用はないとされていた（通説）[47][48]。

#### 民法95条の特則
民法95条の特則として次のようなものがある。
- 電子消費契約法
  - 電子消費者契約法（電子消費者契約及び電子承諾通知に関する民法の特例に関する法律）第3条は一定の場合に民法95条の適用を排除する特則を置く[45][11]。
- 会社法
  - 会社法は設立時発行株式及び募集株式の引受けについて法的安定性を確保するため民法の一般原則を変更している[49][50]。
  - 株式の引受けに関しては会社法51条2項・102条4項・211条2項が民法95条の特則を定めており、一定期間後（発起人については株式会社成立後、設立時募集株式の引受人は株式会社成立後又は創立総会・種類創立総会で議決権を行使した後、募集株式の引受人は株主となった日から1年経過後又はその株式について権利を行使した後）は錯誤による無効主張はできないものとされている（会社法51条2項・会社法102条4項・会社法211条2項）[49][50][51]。

### 錯誤の効果

#### 当事者間の関係
2017年の民法改正により錯誤の効果は無効から取消しに変更された（2020年4月施行予定）。
2017年の民法改正前の錯誤の効果は無効とされ、本来であれば誰しもが主張しうるはずで、古い判例（大判昭和6・4・2）もそう解していたが、錯誤無効は表意者保護を目的とするものであり錯誤無効を主張しうる者は原則として表意者に制限されていた（通説）。そのため表意者に重過失があり無効主張しえないときは相手方・第三者も無効主張できないとされていた（通説・判例。最判昭40・6・4民集19巻4号924頁）。また、表意者に無効を主張する意思がないときは相手方・第三者は無効主張できないとされていた（通説・判例。最判昭40・9・10民集19巻6号1512頁）。ただし、例外的に表意者が瑕疵を認めており債権保全の必要がある場合には第三者は錯誤無効を主張しうるとされていた（最判昭45・3・26民集24巻3号151頁）。
取消しとなったため民法126条による期間の制限がある。2017年の民法改正前の錯誤無効では無効主張の期間に制限はないとされていたが、民法126条を類推して5年とすべきとみる学説もあった。

#### 第三者との関係
錯誤による意思表示の取消しは、善意でかつ過失がない第三者に対抗することができない（95条4項）。2017年の民法改正前の錯誤無効では原則として善意の第三者にも対抗しうるとされていた（通説）。

#### 他制度との関係
- 詐欺による意思表示との関係

詐欺による意思表示と錯誤の要件をともに満たす場合には当事者はいずれかの効果を選択的に行使しうる(大判大11. 3. 22)（通説）。
- 瑕疵担保責任との関係

2017年の改正前の民法の下では、通説は担保責任の存続期間終了後に錯誤無効を主張しうるのは民法の趣旨に反するとして瑕疵担保責任優先説をとるのに対し、判例は要素の錯誤が成立する場合には瑕疵担保責任は排斥されるとして錯誤優先説をとっているものとみられている（最判昭33・6・14民集12巻9号1492頁。この判例のとる立場については見解が分かれるとされる）。